# Claes Hemberg

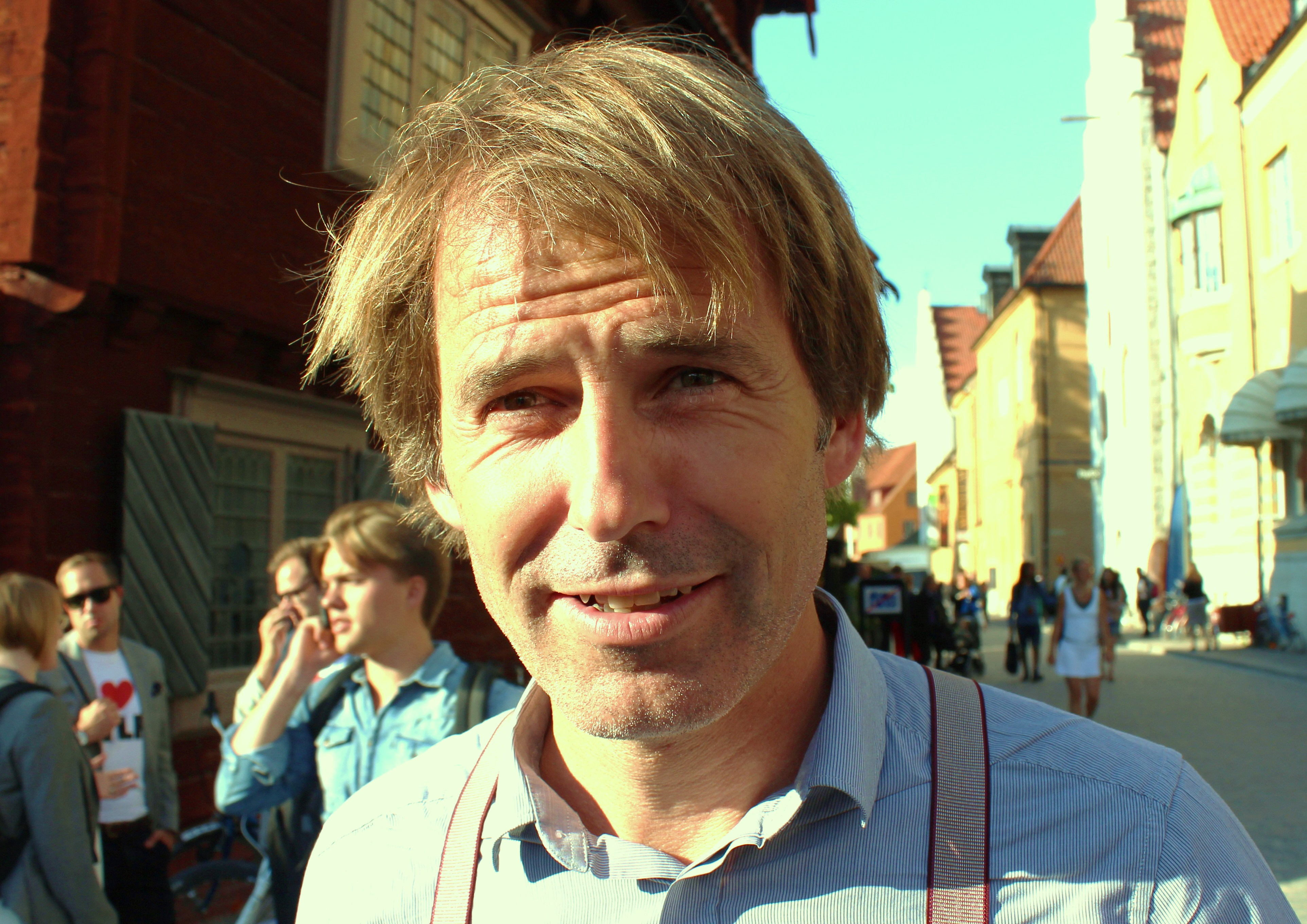
Claes Hemberg i Visby, under politikerveckan, juli 2013.

Claes Gusten Hemberg, ursprungligen Persson, född 9 maj 1968 i Hemsjö församling i dåvarande Älvsborgs län, är en svensk ekonomisk kommentator, rådgivare och författare. Han arbetade först som journalist och har därefter från 1998 varit verksam vid Avanza Bank. I februari 2018 meddelade Hemberg att han är klar med sparfrågor och slutar efter 20 år på Avanza.

## Biografi
Hemberg utbildade sig till journalist i början av 1990-talet. Hans släkt ägde ett sommarhus i Bohuslän och Hemberg hade 1993 ett sommarvikariat på Strömstads Tidning. Han arbetade sedan som journalist även på Norrköpings Tidningar, Södermanlands Nyheter och Aftonbladet samt som frilans för flera magasin. 
I rollen som sparekonom vid Avanza Bank har Hemberg uttalat sig om sparande och investeringar genom sin blogg, i sociala medier och i den allmänna debatten. Han ledde 2002-2016 Avanza Forum på Globen, vilket enligt Avanza var Sveriges största spar- och ekonomiforum. 
Hemberg har haft uppdrag av bland andra Finansinspektionen, fackliga organisationer och nätverket Gilla din Ekonomi. Han har också medverkat i myndigheters filmer om privatekonomi, bland annat om pensioner för AP7-fonden och Bitcoin för SVT fakta.  År 2015 gav han svenska familjer råd om ekonomi i UR:s tv-serie Låna för livet. 2016 var han en av de som stod bakom utställningen Pengalabbet på Kungliga Myntet som ett år senare blev en app.
Som krönikör i ekonomi, elektrifiering och mjukvara har Hemberg publicerats i Affärsvärlden, Expressen, Privata Affärer, Transportnytt, Finansliv, mfl. Hemberg har återkommande även publicerat debattinlägg om elektrifieringen och samhällsekonomi i Dagens industri.
Hemberg tilldelades 2012 utmärkelsen Årets väckarklocka av magasinet Privata Affärer, för att han hade tagit initiativ till twitterkampanjen #sägdinränta. Hemberg utnämndes, enligt branschtidningen Resumé, 2013, 2015 och 2016 till en av landets främsta superkommunikatörer.  År 2016 och 2017 utsågs Hemberg till landets främste privatekonomiske kommentator i Hallvarsson & Halvarssons årliga rankning. Hembergs upprop #rörintemittISK emot högre sparskatt engagerade 35 000 personer hösten 2017 och belönades med Privata Affärers stora pris Årets upprop.
Förtroendeuppdrag för Hemberg omfattar bland annat styrelseuppdrag i mjukvarubolaget Aptic, stiftelserna Allbright, Lärargalan, Stiftelsen Dansmuseet samt tidigare även stiftelserna Smarta samtal och Design lab S. Hemberg var även styrelseledamot i det EU-kritiska partiet Junilistan under EU-valet 2004 då de fick 14% av rösterna.

## Familj
Claes Hemberg är son till Sven Bertil Persson och Kerstin Elisabeth Persson.